# Thylacospermum caespitosum
Thylacospermum caespitosum es la única especie del género monotípico Thylacospermum, perteneciente a la familia Caryophyllaceae. Es natural de Asia en Baltistán, Tíbet occidental, Ladakh y Sikkim, donde se encuentra a gran altura (más de 4.400 m) formando grandes cojines casi 30 cm de diámetro.

## Descripción
Tiene un tallo ramificado, extendido, densamente cubierto con hojas. Hojas de 2-3 x 2-2,5 mm, ovadas, acuminadas, el ápice y el margen grueso. Flores cortamente pediceladas, terminales, solitarias. Cáliz de 2,5 mm de largo, dientes ovado-lanceoladas, agudas, con amplio margen hialino. Pétalos color verdoso, oblongo.

## Taxonomía
Thylacospermum caespitosum fue descrito por (Cambess.) Schischk. y publicado en Schedae ad Herbarium Florae Rossicae 9: 90. 1932.
Sinonimia
- Arenaria rupifraga (Kar. & Kir.) Fenzl
- Arenaria ruprifraga (Kar. & Kir.) Fenzl ex Ledeb.
- Bryomorpha rupifraga Kar. & Kir.
- Periandra caespitosa Cambess.	basónimo
- Thylacospermum rupifragum (Kar. & Kir.) Schrenk[3]